# 托比亚斯·达姆
托比亚斯·达姆（德語：Tobias Damm；1983年10月30日—）是一名德国足球教练，目前为黑森卡塞尔队的主教练。 他曾在德甲球队美因茨05度过两个赛季。

## 教练生涯
2019年10月9日，达姆被任命为黑森卡塞尔队的主教练，他曾在那里度过了9年的球员生涯。2019年12月19日，他和球队续约，合同延长至 2021年6月30日。